# 조강지처 길들이기
《조강지처 길들이기》는 한유랑의 순정 만화로, 2009년 4월 4일부터 연재되고 있다.

## 줄거리
집안끼리의 약속으로 인해 부부가 된 김선녀와 차은혁의 이야기를 그리고 있다.